# Delia alaba
Delia alaba este o specie de muște din genul Delia, familia Anthomyiidae. A fost descrisă pentru prima dată de Walker în anul 1849. Conform Catalogue of Life specia Delia alaba nu are subspecii cunoscute.